# 東條輝雄
東條輝雄（1914年9月23日—2012年11月9日）是日本昭和時代的航空工程師、實業家，東條英機次子。

## 經歷
東條輝雄受其父勸導，放棄了從軍理想，改作工程師，先后就學于東京府立第六中学校、旧制福岡高等学校，東京帝国大学航空系畢業。畢業后，進入三菱重工業，就職于名古屋飛機制造廠。曾參與設計零式戰鬥機，并擔任其中的強度計算。戰後由于日本航空工業遭禁，賦閑，爾后調職日本飛機制造集團，參與設計YS-11及C-1。歷任三菱重工副社長、三菱汽車社長、三菱集團會長、三菱集團高級顧問等。